# Meandrospirinae
Meandrospirinae es una subfamilia de foraminíferos bentónicos de la familia Cornuspiridae, de la superfamilia Cornuspiroidea, del suborden Miliolina y del orden Miliolida. Su rango cronoestratigráfico abarca desde el Artinskiense (Pérmico inferior) hasta la Actualidad.

## Discusión
Algunas clasificaciones incluyen a Meandrospirinae en la familia Meandrospiridae.

## Clasificación
Meandrospirinae incluye a los siguientes géneros:
- Flectospira †
- Meandrospira
- Meandrospiranella †

Otros géneros considerados en Meandrospirinae son:
- Citaella, aceptado como Meandrospira
- Meandrovoluta
- Semimeandrospira
- Streblospira, aceptado como Meandrospira